# Adolfo Víctor Calveiro
Adolfo Víctor Calveiro Couto, nascido na Paróquia de Dornelas, Silleda, Galiza em 29 de Março de 1902 e morreu em Newark, Nova Jersey, Estados Unidos em 17 de Agosto de 1977, foi um jornalista galego.

## Trajetória
Emigrou para Cuba em 1919, onde viviu até 1969, exceto três anos (1931-1934) que esteve na Galiza. O seu irmão José María Calveiro também emigrou para Cuba. Trabalhou no que pôde em Havana ao tempo que estudava pelas noites. Chegou a ser chefe de redação da revista Eco de Galicia. Casou com a galega Ramona Alonso em 1928. Em 1936 fundou, com a colaboração do seu vizinho emigrado Eladio Vázquez Ferro, a revista Cultura Gallega. Manteve a revista durante quatro anos, enquanto alternava com trabalhos administrativos.
Depois da revisa Cultura Gallega colocou a Cultura Hispánica, que durou catorze meses. Logo, nos anos da Segunda Guerra Mundial, editou a publicação Cuba y España, e depois trabalhou em um escritório bancário ao tempo que colaborava esporadicamente na Imprensa. Incorporou-se à Agrupación Artística Gallega da que formou parte da diretiva, trabalhou como Secretário de Atas e atendia toda a atividade cultural e administrativa. A sociedade patrocinou uma nova jornada de Cultura Hispánica da que chegaram a sair 18 edições.
Depois de que o seu filho Isauro decidiu radicar-se em Madrid, e María do Carme, a filha, logo de uma breve estância na aldeia paterna foi aos Estados Unidos, em 1969 decidiu ir de Cuba com a sua mulher. Logo de uma visita a Dornelas e Madrid foram a nova Jersey, onde Adolfo faleceu oito anos depois. Está enterrado no cemitério Holy Cross de Nort Arlington.
Ao seu passo pela Galiza em 1969 entregou na Universidade de Santiago de Compostela trabalhos inéditos, manuscritos diversos e cartas.